# چرخان‌تاژک‌داران
چرخان‌تاژک‌داران یا داینوفلاژله‌ها (نام علمی: Dinoflagellata) نام یک شاخه از حبابچه‌داران است که تک‌یاخته و اکثراً دریازی هستند.
این جانوران پلانکتونی‌اند و در آن‌ها کپسول مشخصی از جنس سلولز وجود دارد. کپسول دو قسمتی است و شیاری در آن وجود دارد که در برگیرنده دو تاژک است، یکی از تاژک‌ها رو به عقب امتداد دارد و دیگری تقریباً افقی است. معمولاً دارای لکه چشمی و تعدادی زیاد کلروپلاست قهوه ای، زرد یا مایل به سبز هستند. هسته درشت و یکی است. حضور تعدادی کیسه بزرگ که توسط کانال‌ها یا مجاری به بیرون راه دارند، از مشخصات این جانوران است. این حجم‌های غیرانقباضی که پوسول (pusule) نام گرفته‌اند، گرچه به سیستم کریچهای شباهت ندارند ولی احتمالاً درگرفتن آب و در عمل هیدرواستاتیک نقش ایفا می‌کنند.
دسته‌ای از چرخان‌تاژک‌داران بدون رنگیزه هستند و به‌طریق جانوران تغذیه می‌کنند. از نظر ریخت‌شناسی شبه آمیب‌ها هستند.
تولید مثل در چرخان‌تاژک‌داران تا حدودی شبیه تقسیم دوتایی طولی تاژکداران است و در امتداد یک صفحه مورب صورت می‌گیرد. این نوع تقسیم حتی در کیست نیز اتفاق می‌افتد. حتی در حالت کیستی تقسیم می‌تواند از نوع چندتایی باشد. افراد حاصل از تقسیمات متوالی دوتایی گاهی به‌طور موقت به هم چسبیده می‌مانند (مانند زنجیر). شواهد کافی از ممزوج شدن گامت‌ها یا یاخته‌های جنسی وجود ندارد.
یک نمونه معروف از تاژک‌داران چرخان، سراتیوم (Ceratium) است که نمونه‌ای زره دار و دارای خار و دو تاژک است و به روش گیاهان تغذیه می‌کند. زره یا تک (Theca)، ضخیم و غیرقابل انعطاف است. خارها از امتداد بخش‌هایی از صفحات سازنده زره ایجاد شده‌اند و راست یا خمیده‌اند. خار جلویی، خار راسی (Apical spine) و خار یا خارهای عقبی (تا ۴ خار عقبی می‌تواند وجود داشته باشد)، خار یا خارهای مقابل راسی (Anapical spine) نامیده می‌شوند. طبق معمول بین صفحات سازنده زره دو شیار وجود دارد. شیار در موقعیت استوایی یا افقی به نام حلقه یا انولوس (Annulus) نیز نامیده می‌شود که معمولاً با یک صفحه به نام سینگولوم (Cingulum) پوشیده شده‌است. از میان منافذ زره برجستگی‌ها یا پاپیلاهای سیتوپلاسمی متعددی خارج و به شبکه‌ای از پاهای کاذب منتهی می‌شوند. این پاها سبب صید جانداران ریز می‌شوند، تغذیه گاهی از این نوع است. انواع آب شیرین دارای کلروپلاست‌های سبز و انواع دریایی زرد یا قهوه‌ای هستند.
نمونه دیگر نوکتیلوکا (Noctiluca)است که همچون یک کره بزرگ (ژلاتینی) به قطر 1mm یا بیشتر است. شناور بر سطح دریا و معمولاً نزدیک ساحل یافت می‌شود. بی‌رنگ و بیگانه‌خوار است. یک تاژک کوتاه ضخیم و یک تاژک ظریف دارد. این موجود دارای خاصیت زیست‌تابی و مسئول فسفرسانس آب‌های ساحلی دریاها است.